# Patrimoine des Pays de la Loire
 (novembre 2011).
Les Pays de la Loire comptent parmi les régions ayant un patrimoine le plus diversifié. Cela peut être expliqué par le fait que les Pays de la Loire ne correspondaient à leur création à aucune entité administrative ou historique ayant préexisté : les cinq départements furent regroupés sur des critères administratifs et économiques.
La région dispose de nombreux musées présentant des collections historiques et contemporaines variées.
Les Châteaux de la Loire de la région Pays de la Loire, situés pour la plupart en Anjou, sont des édifices bâtis ou fortement remaniés à la renaissance française, à un moment où le pouvoir royal était situé sur les rives du fleuve, de ses affluents où à proximité de ceux-ci (XVe et XVIe siècles). Cette concentration en monuments remarquables dans la région a justifié le classement du Val de Loire en patrimoine mondial de l'humanité par l'UNESCO, dont la partie des Pays de la Loire s'arrête à Chalonnes-sur-Loire en Maine-et-Loire.

## Villes historiques
- Le Vieux Mans, récemment rebaptisé Cité Plantagenêt
- Montsoreau
- Saumur
- Angers
- Fontenay-le-Comte
- Nantes

## Villages et sites remarquables
- Guérande cité médiévale
- Prytanée national militaire de La Flèche.

## Monuments majeurs

### Châteaux
- Château d'Angers
- Château de Montsoreau à Montsoreau
- Château des ducs de Bretagne à Nantes
- Château de Terre-Neuve à Fontenay-le-Comte

### Patrimoine religieux
- Cathédrale du Mans
- Abbaye de Fontevraud
- Église Saint-Louis de La Roche-sur-Yon
- Cathédrale Notre-Dame-de-l'Assomption de Luçon

## Jardin, espaces verts
- Jardin Dumaine

## Musées
- Château de Montsoreau-Musée d'art contemporain

## Autre
- Tenture de l'Apocalypse conservée au Château d'Angers